# Alla Tcherkassova
Pour les articles homonymes, voir Tcherkassova.
Alla Kostiantynivna Tcherkassova (ukrainien : Алла Костянтинівна Черкасова), née le 5 mai 1989 à Lviv (République socialiste soviétique d'Ukraine), est une lutteuse ukrainienne concourant en moins de 67 kg. Elle est médaillée de bronze olympique en 2021 à Tokyo, championne du monde en 2018 à Budapest et championne d'Europe en 2019 à Bucarest.

## Carrière
Représentant l'Ukraine aux Jeux olympiques d'été de 2016, elle concourt en moins de 75 kg où elle termine 11e, sortie dès le premier tour.
Aux Jeux olympiques d'été de 2020, elle remporte la médaille de bronze en battant en petite finale la Japonaise Sara Doshō.

## Palmarès

### Jeux olympiques
- médaille de bronze en moins de 68 kg aux Jeux olympiques d'été de 2020 à Tokyo

### Championnats du monde
- médaille d'or en moins de 68 kg aux Championnats du monde 2018 à Budapest
- médaille de bronze en moins de 67 kg aux Championnats du monde 2010 à Moscou

### Championnats d'Europe
- médaille de bronze en moins de 68 kg aux Championnats d'Europe 2020 à Rome
- médaille d'or en moins de 68 kg aux Championnats d'Europe 2019 à Bucarest
- médaille de bronze en moins de 69 kg aux Championnats d'Europe 2017 à Novi Sad
- médaille de bronze en moins de 75 kg aux Championnats d'Europe 2016 à Riga
- médaille d'argent en moins de 67 kg aux Championnats d'Europe 2012 à Belgrade

### Jeux européens
- médaille de bronze en moins de 68 kg aux Jeux européens de 2019 à Minsk